# 心教
心教（しんきょう）は、品田俊平が1905年（明治38年）に設立した神道系の新宗教。多くの名士が入信し隆盛を誇ったが、第二次世界大戦を境に忽然と姿を消した。

## 沿革

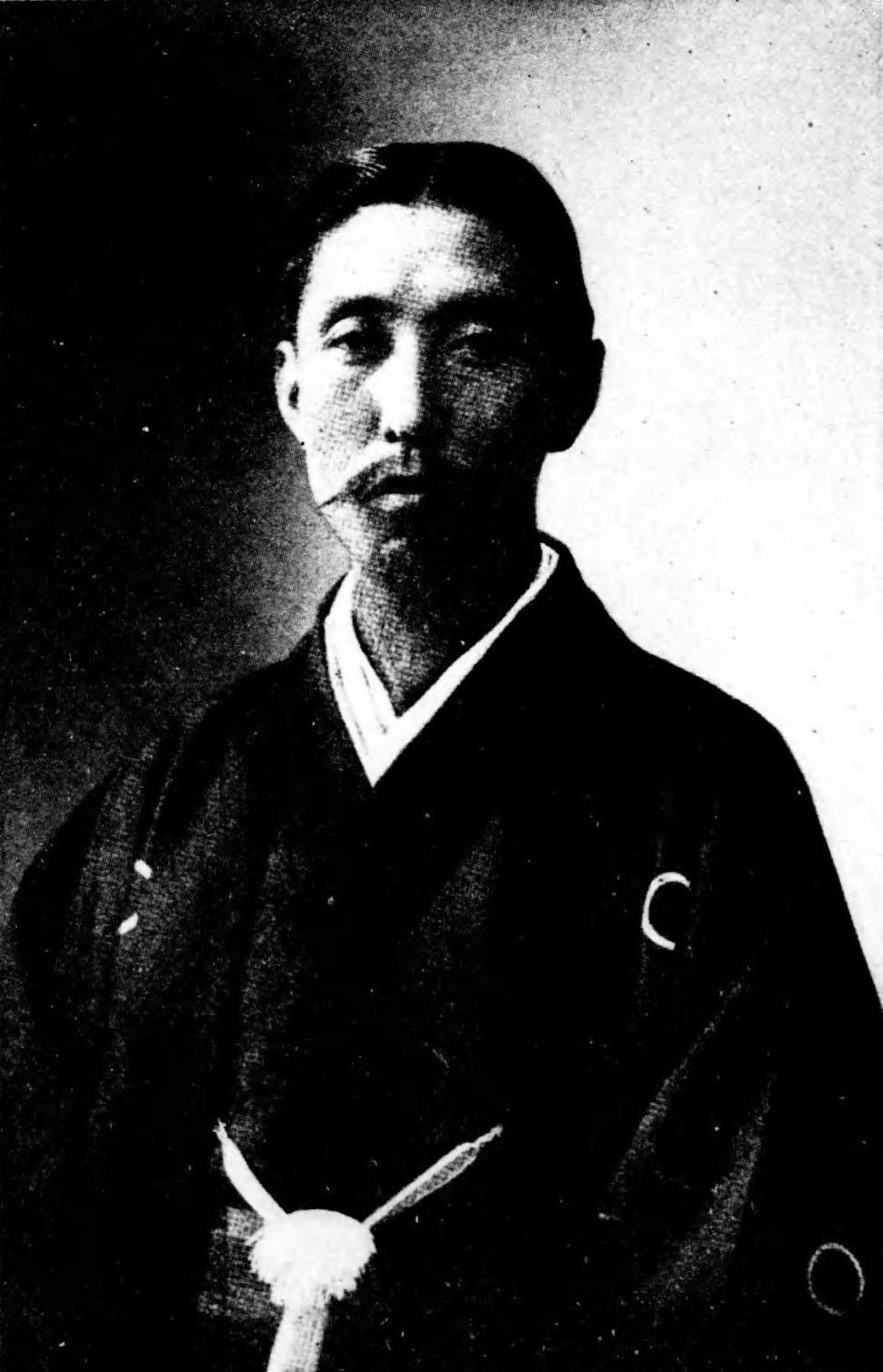
教祖の品田俊平

品田俊平は柏崎町比角尋常小学校を卒業後、星野漢学塾で漢学を学び、大道長安や平井天海に就き仏教を修めると同時に、町の道場で剣道の修業を積んだ。その後上京し山口三之助や福来友吉と交わり、その後もしばしば上京しては仏教、儒教、キリスト教、哲学、剣道など各分野の大家のもとを訪れ研究したとされる。
1905年（明治38年）3月21日に品田は霊示を受け欣喜雀躍、大悟徹底の境地に至り感激の涙に浸った。森本南陵によれば、この時に自己の使命を自覚し、「誓つて此の皇国を匡正し、併せて世界人類を救済せんとの雄志を発した。それには惟神大道を中心として教育勅語を其の教相となし、世界の宗教を以て之れを輔翼し、之れを融合せしむ」べきだということを悟った。
3月22日、柏崎町比角に心教本部を設け開教を宣言。4月には北越心理療院を設け感化救済事業を行い始める。
1906年（明治39年）4月、心教本部及び北越心理療院を長岡市に移す。また、心教本部に至善会を置き、貧困の患者、孤貧児、不良少年などを無償または半給により収容。施療教養すると共に一般患者の入院も行った。
1914年（大正3年）10月、心教本部を東京市芝区芝公園5号地に移転。本部内の北越心理療院を心教心理療院と改名した。
この東京への移転以来、心教は各地に支部を建設した。1935年（昭和10年）の時点で、内地では函館、旭川、青森、新潟、柏崎、新発田、村上、富山、大宮、横浜、平塚、国府津、沼津、吉原、静岡、浜松、名古屋、京都、大阪、西宮、神戸、須磨、姫路、広島、福岡、八幡、久留米、佐賀、大村、長崎、鹿児島に支部が存在し、外地では朝鮮の釜山、大邱、金泉、京城、仁川、平壌に、更に満洲国の新京、米国のシアトルとロサンゼルスにも支部が設置されていた。
また、「去苦楽（さくら）婦人会」「去苦楽女子高等学園」などの関連組織も作られている。
1920年（大正9年）9月21日には「心教普及団長」を務める岩城隆徳子爵と文子夫人が、東京市内を自動車で巡って宣伝ビラを撒く「大宣伝運動」を行ったことを伝える新聞記事と共に、「徳川頼倫侯、久原房之助氏、松平頼加子、渋谷主馬頭等の上流名士の家庭に信者を有する」と紹介されている。
1925年（大正14年）、東京市渋谷区穏田3丁目に土地を購入し、2階建日本造りの建物を竣成。「永久の関東本拠」としての基礎を確立したとされる。
1928年（昭和3年）3月、静岡県富士郡吉永村桑崎字西御厩平に10万坪の森林地を購入し、直ちに建物を起工。7月に第一期工事を竣成し、盛大に総本山「不二大和同園」の開園式を執り行った。建設費10万円の半分を寄附金で賄ったとされる。森本によれば、品田は布教の傍らで「世界の中心地点」を探し続けていたが、「終に霊示によて、富岳の中腰、海抜二千有余尺なる大峰山の一角に稀代の霊域を発見」し、この一大道場建設の運びになったという。のちに拡充され、1935年（昭和10年）の時点では敷地面積は50万坪となっている。
1935年（昭和10年）4月14日、教主の品田俊平が断食祈願を行い死去（経緯などについては品田俊平の項目を参照）。子の聖平が第二代教主に就任した。
その後、開祖の死去のほか第二次世界大戦の影響もあり、心教は急速に衰退していった。戦況の悪化に伴う食糧難により、1943年（昭和18年）には大和同園には住む者もいなくなっていたとされる。
聖平は東京都西麻布で神道大教の第八代管長として活動し、1990年（平成2年）12月12日、92歳で死去した。

## その後
戦後、廃園となった不二大和同園の跡地には杉や檜の植林が行われ、嘗ての面影は急速に失われた。
1996年（平成8年）、富士市による「富士市森林墓園」の建設により、不二大和同園の遺構が失われることから、富士市教育委員会は富士文化財愛好会に依頼して跡地の調査と記録保存を行うこととなった。またこの際、世田谷に居住している第二代教主聖平の長男への聞取り調査も行っており、不二大和同園には電気も水もなく、燈火は石油ランプ、水は天水をコンクリートのタンクに貯めて利用していたことなどが語られた。
実地調査の結果、既に森林となった跡地の中に、建物の基礎や石碑、石灯籠、狛犬などが見つかり、高さ6メートル・直径4.5メートルの、溶岩を積み「大和同園」と刻まれたシンボルタワーも発見された。その後、霊園の造成によりこれらの遺構の多くは破却された。

## 教義
富士文化財愛好会が編纂した『不二大和同園跡調査報告書』では、心教の教義を「一口にいえば天地の大道を大観して、これを実行していく教えである。天地の真心を身を以て実行していくことであり、信仰には自力と他力とがある」「心性の霊感、宇宙の霊徳とは本来不二和合の基で皆大本体に帰一するものである」としている。
品田は著書『心教 感化救済』で、心教の基礎は仏教・哲学・儒教・基督教のいずれでもなく、この四教の一致するところ、即ち「宇宙の真理」を採用していると述べている。心教の「実体」は「心性霊徳大本体」、「実相」は「教育勅語」とされる。品田によれば、「心性」は「万物の本性」、「霊徳」は「宇宙の大道」、「大本体」は「心性と霊徳と常に完全に活動し、無闕に照見の至霊なる実体」であり、「心性霊徳大本体」は「真理を定むべき本源にして其徳は時としてあらざるなく所として現ぜざるとなき而も犯すべからざる霊徳の尊称」である。また、教育勅語は「真理人道の縮図で煌々万世を照らすの至宝である」「臣民たる者は勿論人類たる者深く此の聖旨を体し拳々服膺して大本体に到達すべきである」とされる。
品田が死去した際には、大本体に「御復帰」したということから、一般の告別式に先立って「復帰式」が執り行われている。